# Musée archéologique de Sparte
Le musée archéologique de Sparte (en grec moderne : Αρχαιολογικό Μουσείο Σπάρτης) est un musée archéologique situé à Sparte, en Grèce. Établie à l'est de la place centrale de la ville, l'institution fondée en 1875 est le plus ancien musée archéologique du pays en dehors d'Athènes.
Le musée est abrité dans un bâtiment néo-classique construit selon les plans de l'architecte grec Yórgos Katsarós. Il contient des pièces de l'ancienne acropole de Sparte, mais également de toute la Laconie sur une période allant du Néolithique à la période romaine.
À l'été 2020, le ministère de la Culture dévoile un projet de rénovation des bâtiments existants sous l'égide de Renzo Piano, ainsi que la construction d'un nouveau musée sur le site d'une ancienne usine au nord de la ville,.

## Collections
Le musée abrite des objets trouvés lors de fouilles effectuées dans les environs de la préfecture de Laconie, à l'exception de ceux exposés dans les collections des musées archéologiques de Gýthio et de Neapolis.
- Salle 1 : Stèles d'époque romaine ;
- Salle 2 : Découvertes provenant du sanctuaire d'Artémis Orthia ;
- Salle 3 : Sculptures monumentales et portraits d'époque romaine ;
- Salle 4 : Découvertes préhistoriques de la région de Laconie élargie ;
- Salle 5 : Mosaïques romaines ;
- Salle 6 : Parties architectoniques du temple d'Apollon à Amyclées, qui constituent le département le plus important de la collection ;
- Salle 7 : Sculptures laconiennes[3].

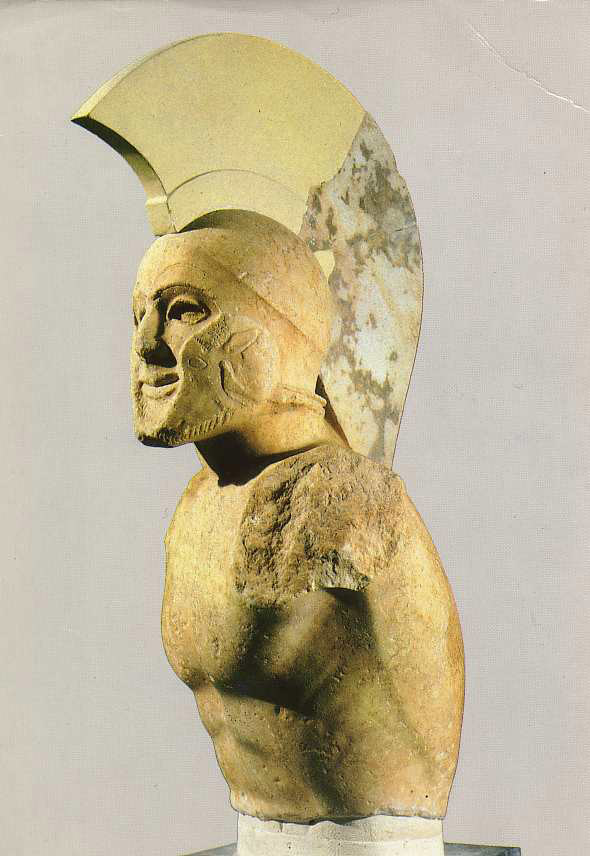
Buste d'hoplite casqué, Ve siècle av. J.-C.
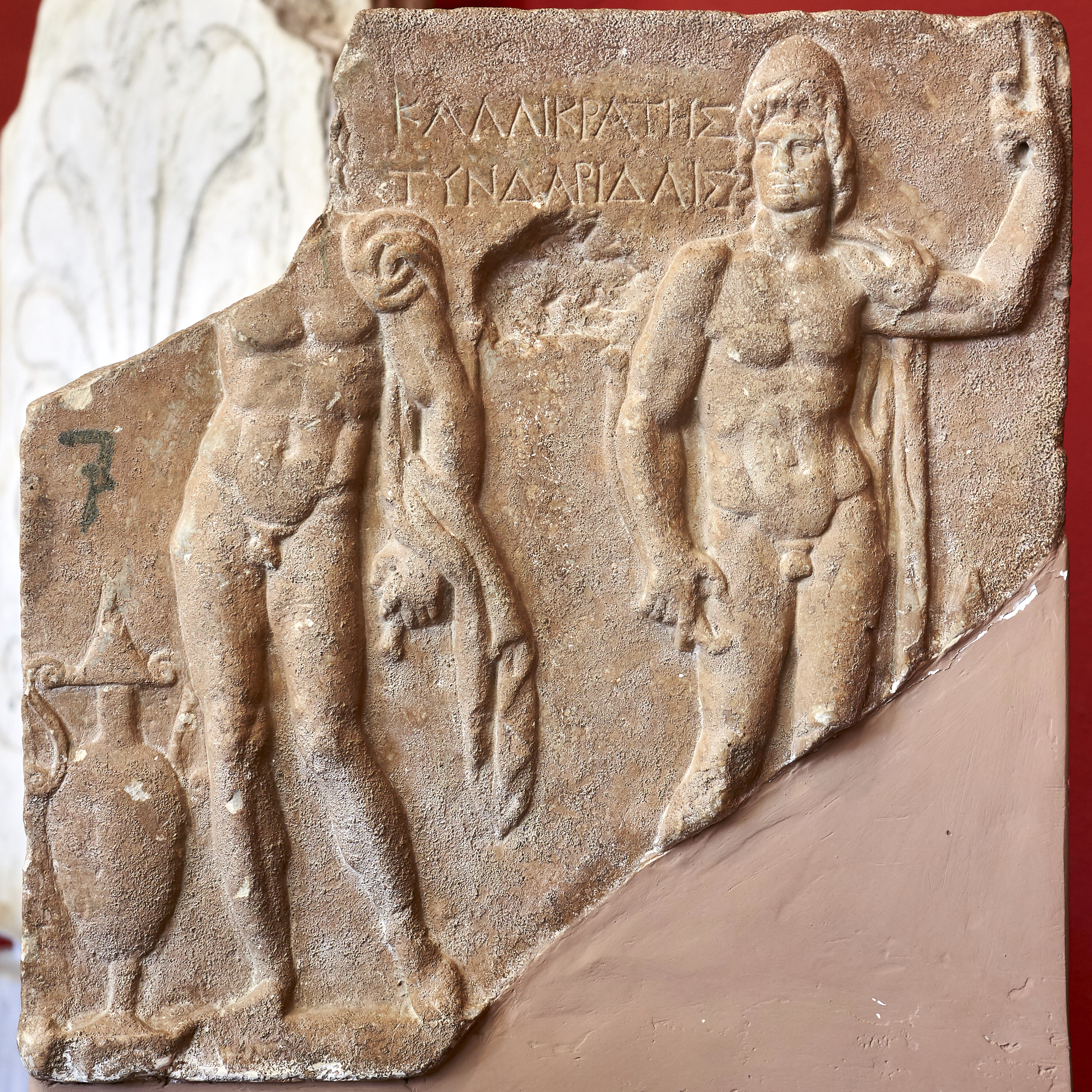
Relief des Dioscures, Ier siècle av. J.-C.
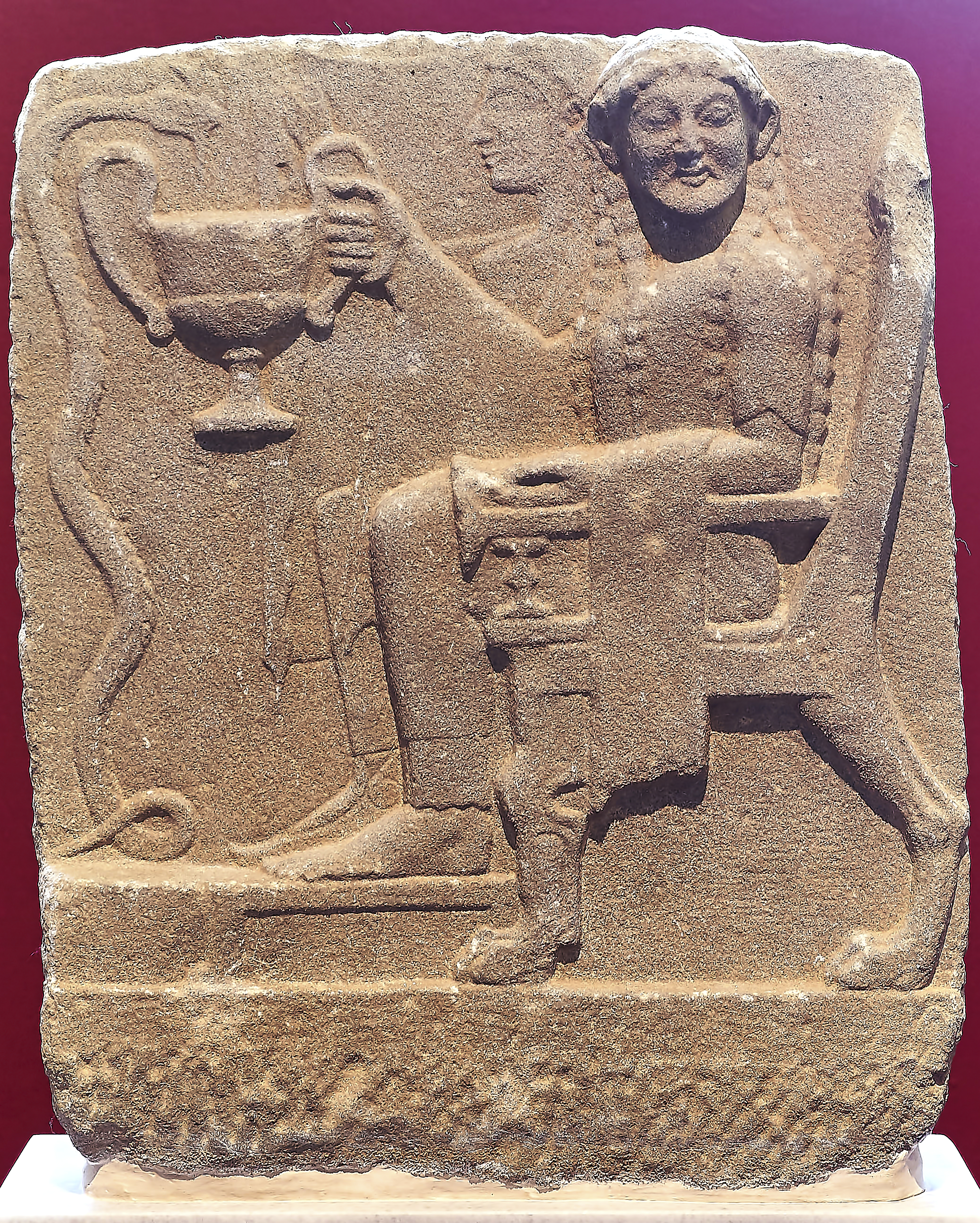
Relief de style archaïque, VIe siècle av. J.-C.
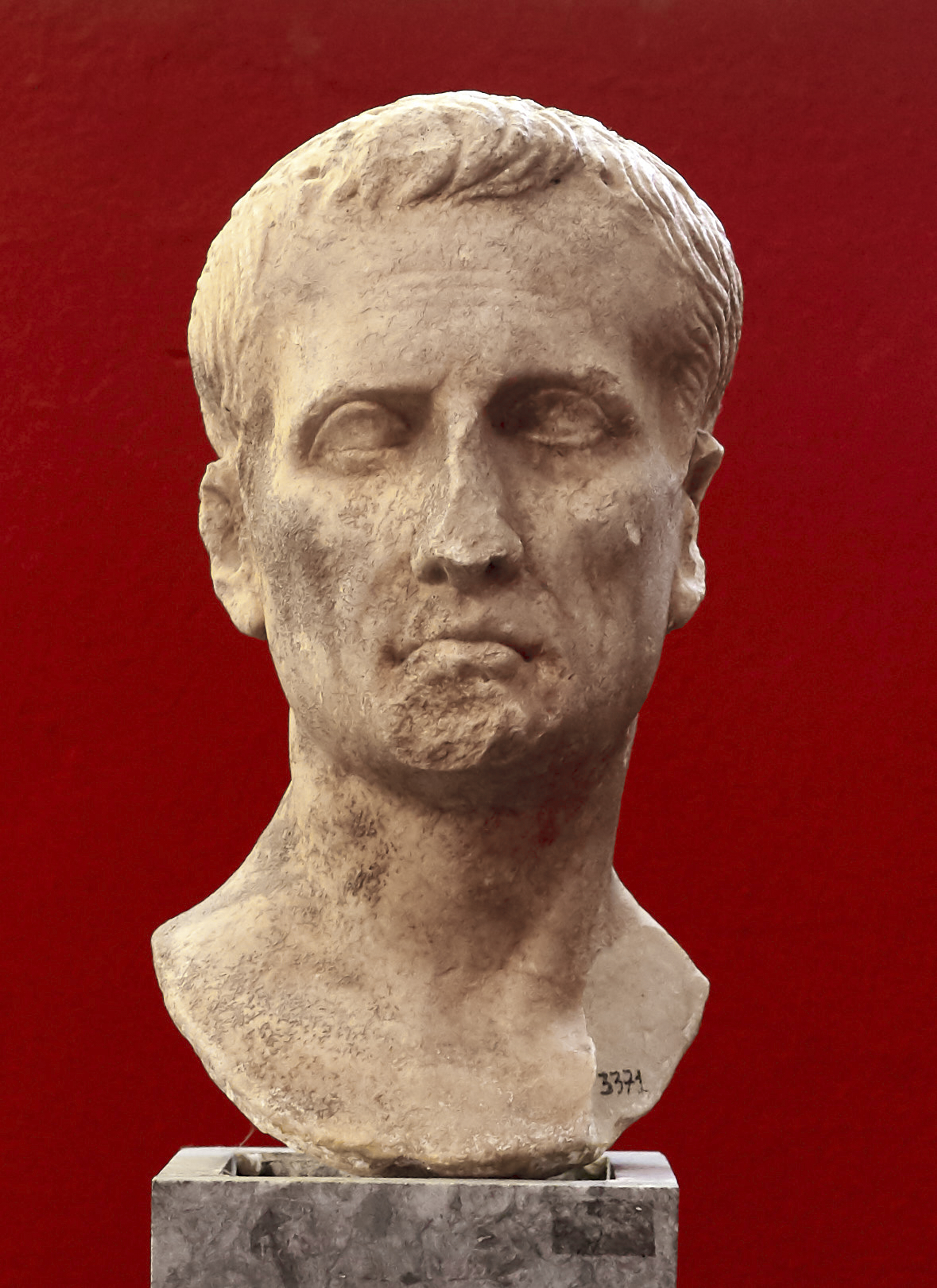
Buste de Jules César, Ier siècle av. J.-C.
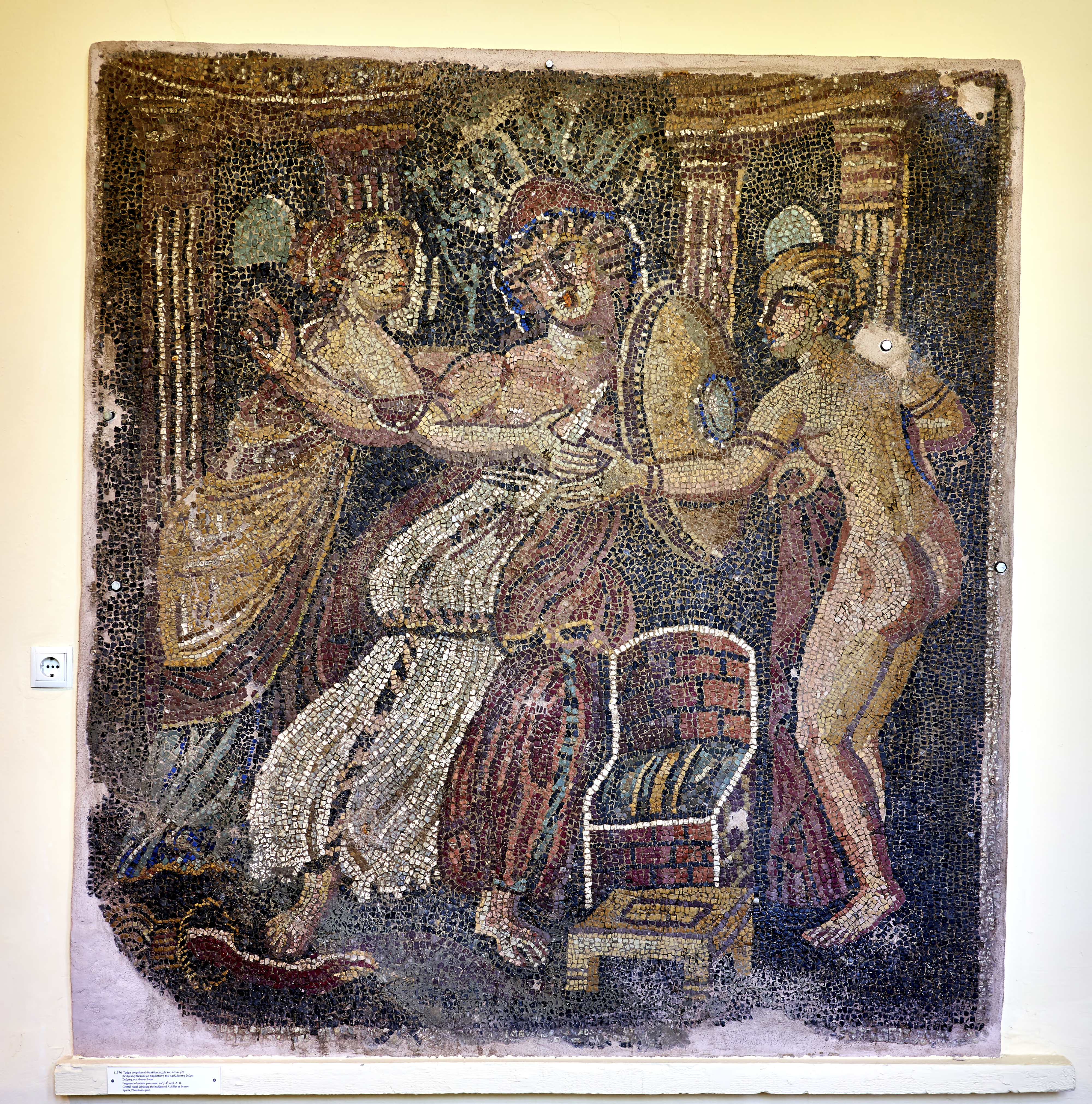
Mosaïque de Sparte, figurant Achille à Skýros, en compagnie de deux courtisanes.

## Sources
1. ↑  (en + el) ELSTAT, « Museums and archaeological sites (visitors, receipts) / March 2021 » [xls], sur www.statistics.gr (consulté le 24 novembre 2021).
2. 1 2  (grk) Athanásios Thémos, « Αρχαιολογικό Μουσείο Σπάρτης – Ιστορικό » [« Musée archéologique de Sparte – Histoire »], sur odysseus.culture.gr (consulté le 4 avril 2021).
3. 1 2  (grk) Athanásios Thémos, « Αρχαιολογικό Μουσείο Σπάρτης – Περιγραφή » [« Musée archéologique de Sparte – Description »], sur odysseus.culture.gr (consulté le 4 avril 2021).
4. ↑  (grk) « Ο Ρέντσο Πιάνο μεταμορφώνει το αρχαιολογικό μουσείο Σπάρτης με δωρεά του Ι. Νιάρχος » [« Renzo Piano transforme le musée archéologique de Sparte grâce à un don de la Fondation Stavros Niarchos »], sur huffingtonpost.gr,‎ 16 juillet 2020 (consulté le 4 avril 2021).
5. ↑  (en) Stavros Anastasiou, « New Archaeological Museum Approved for Ancient City of Sparta », sur greekreporter.com, 15 juillet 2020 (consulté le 4 avril 2021).